# Ivan V
 (février 2016).
Si vous disposez d'ouvrages ou d'articles de référence ou si vous connaissez des sites web de qualité traitant du thème abordé ici, merci de compléter l'article en donnant les références utiles à sa vérifiabilité et en les liant à la section « Notes et références ».
Pour les articles homonymes, voir Ivan.
Ivan V Alexeïevitch (en russe : Иоа́нн V Алексе́евич), né le 6 septembre 1666 à Moscou et mort le 8 février 1696 dans la même ville, est tsar de Russie du 7 mai 1682 au 8 février 1696 et partage le trône avec Pierre Ier jusqu'à sa mort, cas unique dans l'histoire de la Russie.

## Biographie
Fils d'Alexis Ier dit « le tsar très paisible » (1629-1676) et de Maria Miloslavskaïa (1625-1669), il succède à son frère Fédor III en 1682, conjointement avec son demi-frère Pierre Ier de Russie.
Les sept premières années de leur règne sont dirigées par leur sœur Sophie, alors régente. En 1689, Pierre force Sophie à rentrer dans un couvent et les deux frères partagent le pouvoir jusqu'à la mort d'Ivan en 1696. En réalité, c'est Pierre qui dirige le pays, Ivan étant trop faible d'esprit pour assurer une quelconque fonction officielle.
Aussi surnommé « Ivan l'ignorant », Ivan V pouvait passer des heures dans un état végétatif et avait besoin d'aide pour marcher.

## Famille
En 1684, il épouse Prascovie Saltykova (1664-1724) qui lui donne trois filles :
- Catherine Ivanovna de Russie (1691-1733) qui épousa en 1716 Charles II, duc de Mecklembourg-Schwerin (1678-1747) ;
- Anne Ivanovna (1693-1740), qui épouse Frédéric-Guillaume Kettler, duc de Courlande (1692-1711), avant de régner sur la Russie sous le nom d'Anne Ire [1];
- Prascovie Ivanovna, épouse de Jean Dmitriev-Mamonov ; sans descendance.